# Ann Temkin
Ann Temkin (née le 26 décembre 1959) est une conservatrice d'art américaine. Elle est conservatrice en chef Marie-Josée et Henry Kravis (en) de la peinture et de la sculpture au Museum of Modern Art depuis 2008.

## Biographie

### Formation
Ann Temkin naît à Torrington, dans le Connecticut, fille d'Abraham Temkin et de Joann Temkin née Bernstein. Elle obtient son diplôme de premier cycle à l'université Harvard en 1981 et un doctorat d'histoire de l'art en 1984, à l'université Yale.

### Carrière professionnelle
Ann Temkin est conservatrice adjointe au département de peinture et de sculpture du MoMA de 1984 à 1987, puis elle travaille au Philadelphia Museum of Art sous la direction d'Anne d'Harnoncourt. Elle est nommée conservatrice Muriel et Philip Berman de l'art moderne et contemporain en 1990. Elle travaille sur plusieurs expositions : Barnett Newman (2002), Alice Neel (2001), Constantin Brancusi (1995) et Thinking Is Form : The Drawings of Joseph Beuys (1994) Elle commande des œuvres à Sherrie Levine, Rirkrit Tiravanija et Richard Hamilton pour sa série Museum Studies. Elle est également responsable de la rénovation des galeries modernes et contemporaines du Philadelphia Museum of Art.
En 2003, Ann Temkin revient au MoMA dans le département de peinture et de sculpture. Elle est conservatrice en chef de la peinture et de la sculpture Marie Josée et Henry Kravis en 2008,,.
Elle est commissaire ou co-commissaire des expositions Picasso Sculpture (2015), Robert Gober : The Heart Is Not a Metaphor (2014), Jasper Johns : Regrets (2014), Ileana Sonnabend : Ambassador for the New (2013), Ellsworth Kelly : Série Chatham (2013), Claes Oldenburg: The Street and The Store and Mouse Museum/Ray Gun Wing (2013), Abstract Expressionist  New York (2010), Gabriel Orozco (2009), et Color Chart: Reinventing Color, 1950 to Today (2008).
En 1998, Temkin a épousé le biophysicien américain et professeur d'université, Wayne Hendrickson

## Publications
- Thinking is Form: The Drawings of Joseph Beuys. Philadelphia: Philadelphia Museum of Art, 1993.
- (coll.) Robert Gober: Sculpture and Drawing. Minneapolis: Walker Art Center, 1999.
- (dir.) Alice Neel. Philadelphia: Philadelphia Museum of Art, 2000.
- Twentieth Century Painting and Sculpture in the Philadelphia Museum of Art. 2nd ed. Philadelphia: Philadelphia Museum of Art, 2001.
- (dir.) Barnett Newman. Philadelphia: Philadelphia Museum of Art, 2002.
- avec Marcia Brennan et Alfred Pacquement, A Modern Patronage: De Menil Gifts to American and European Museums. New Haven: The Menil Collection - Yale University Press, 2007.
- (coll.) Gabriel Orozco. New York: The Museum of Modern Art, New York, 2009.
- Claude Monet: Water Lilies (MoMA Artist Series). New York: The Museum of Modern Art, New York, 2009.
- MoMA Masterpieces: Painting and Sculpture. New York: Thames & Hudson Ltd, 2009.
- The Scream: Edvard Munch. New York: The Museum of Modern Art, New York, 2012.
- avec Christophe Cherix, Jasper Johns: Regrets. New York: The Museum of Modern Art, New York, 2014.
- avec Anne Umland (dir.) Picasso Sculpture. New York: The Museum of Modern Art, New York, 2015.
- (dir.) Painting and Sculpture at The Museum of Modern Art. New York: The Museum of Modern Art, New York, 2015.

## Prix
- 2010 : Moore College of Art and Design, Visionary Woman Awards[9]
- 2012 : New York University Institute of Fine Arts, membre d'honneur[10]